# بریاکند، ساعتلی
بریاکند (به لاتین: Beriyakend) یک منطقهٔ مسکونی در جمهوری آذربایجان است که در شهرستان ساعتلی واقع شده‌است.